# فابيو أليكساندر باربوسا سانتوس
فابيو أليكساندر باربوسا سانتوس (14 نوفمبر 1992 ببينفايل في البرتغال - ) هو لاعب كرة قدم برتغالي في مركز حراسة المرمى. لعب مع نادي أكاديميكا كويمبرا وجي. دي. توريزينسي ‏.

## وصلات خارجية
- فابيو أليكساندر باربوسا سانتوس على موقع قاعدة بيانات كرة القدم.إي يو (الإنجليزية)
- فابيو أليكساندر باربوسا سانتوس على موقع Soccerway.com (الإنجليزية)